# گتو کراکوف

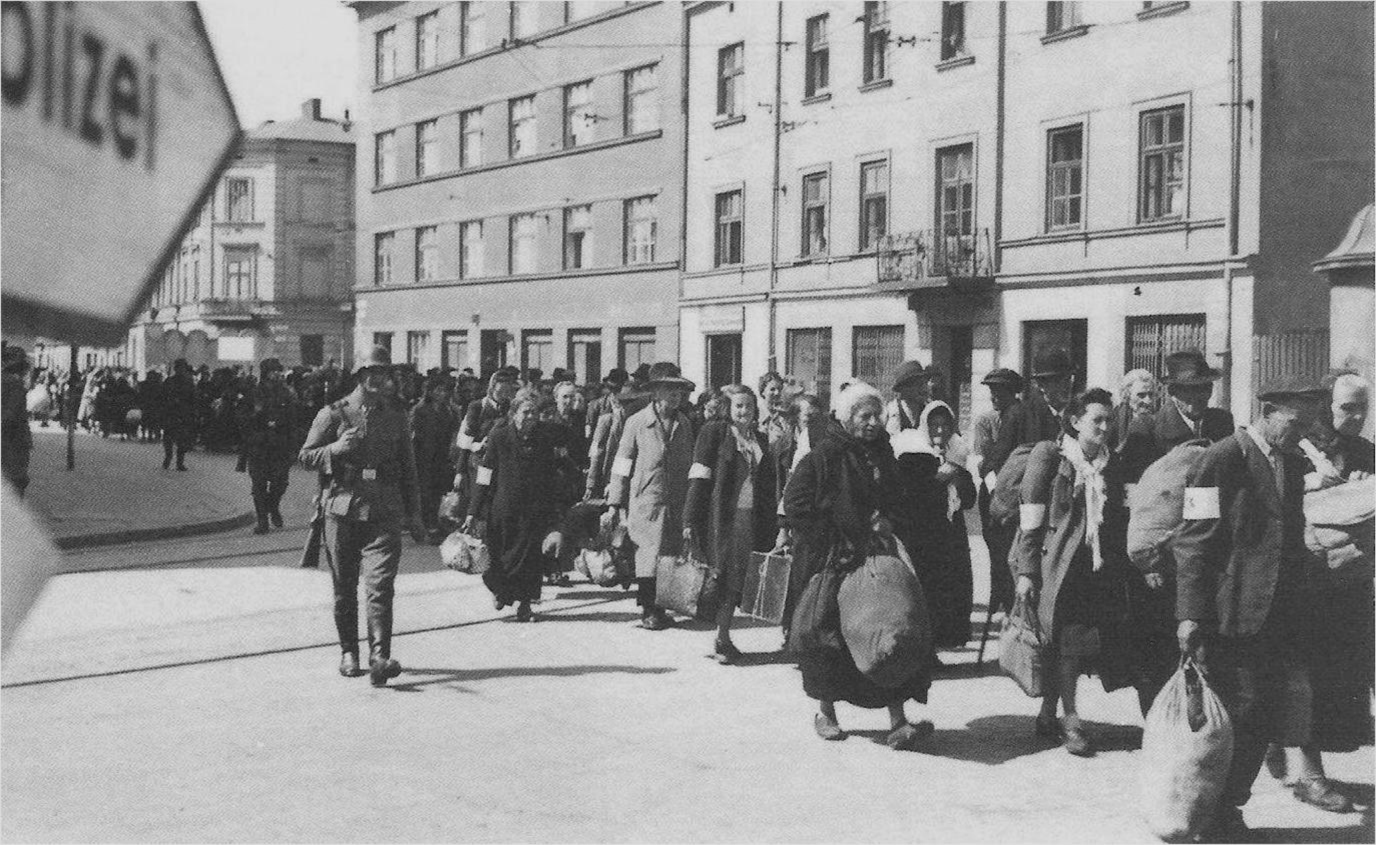
تبعید یهودیان گتو کراکوف توسط آلمانی‌های نازی

گتو یهودیان کراکوف یکی از پنج گتو اصلی است که توسط رایش سوم در دولت عمومی در جریان اشغال لهستان توسط ارتش آلمان در جنگ جهانی دوم ساخته شد.

## تاریخچه
شهر کراکوف یکی از شهرهای تاریخی (با هزار سال قدمت) و سومین شهر مهم لهستان بود و ۲۵۰٬۰۰۰ نفر نیز در این شهر ساکن بودند.
لهستان در سال ۱۹۳۹ اشغال شد و در ۳ مارس ۱۹۴۱ اتو واشتر فرماندار شهر دستور ساخت گتو را صادر کرد. تمام یهودیانی که در شهر زندگی می‌کردند و بالغ بر۶۰٬۰۰۰ نفر می‌شدند تا ۲۰ مارس ۱۹۴۱ فرصت داشتند که خانه‌های خود را رها کنند و در گتو مستقر شوند.
وسعت این گتو ۲۰ هکتار بود و شامل ۱۵ خیابان و ۳۲۰ آپارتمان و در کل ۳٬۱۶۷ اتاق داشت. تمام محوطه با دیوار محصور شده بود. پیش از جنگ تنها ۳۰۰۰ نفر در این منطقه زندگی می‌کرد که در جریان اسکان یهودیان این تعداد به ۱۵٬۰۰۰ نفر رسید. به هر خانواده ۴ نفری یک آپارتمان تعلق می‌گرفت که به خاطر کمبود جا اکثر افراد مجبور بودند روز را در خیابان بگذرانند. در اکتبر ۱۹۴۱، ۶٬۰۰۰ یهودی دیگر که متعلق به روستاهای اطراف بودند به تعداد قبلی اضافه شد.
مشکل دیگری که ساکنان گتو با آن مواجه بودند گرسنگی بود. غذای اصلی سیب زمینی و جیره روزانه نان ۱۰۰ گرم و شکر ۲۰۰ گرم برای هر نفر بود. برای یهودیان ساکن گتو کارتهای شناسایی صادر شده بود و اکثر آن‌ها در کارخانه کار می‌کردند.
اولین انتقال به اروگاه‌ها بین ۳۰ مه تا ۸ ژوین ۱۹۴۲ تحت نظارت اس اس انجام گرفت. از ۳۱ مه صدور کارت شناسایی متوقف شد و اعلام شد که افراد بدون کارت شناسایی باید در میدان ژگودا جمع شوند و وقتی افراد از انجام این کار سر باز زدند توسط پلیس گتو که خود نیز یهودی بودند در خانه‌هایشان یا در خیابان دستگیر و به زور به میدان ژگودا برده شدند. تنها در دو روز اول این دستگیری‌ها ۴۰۰۰ نفر راهی اتاق گاز شدند البته به آن‌ها گفته شده بود که آن‌ها را برای کار به کارخانه‌های اوکراین می‌برند.
اما بزرگترین انتقال در ۲۸ اکتبر ۱۹۴۲ انجام گرفت فرزندان و والدین را از هم جدا کردند افرادی را که سالم تشخیص می‌دادند به اردوگاه‌های کار اجباری و افراد بیمار و ناتوان تیرباران شدند یا به اتاق‌های گاز فرستاده شدند. کودکان را هم به شهر مجاور بردند و با شلیک گلوله به سر آن‌ها به‌طور دسته جمعی قتل‌عام شدند.
رومن پولانسکی کارگردان نامی سینما نیز بخشی از دوران کودکی اش را قبل از انتقال خانواده اش به اردوگاه‌های مختلف در این گتو گذراند.

## فیلم‌شناسی
فیلمبرداری فهرست شیندلر استیون اسپیلبرگ در این گتو انجام شد.